# Bury the Lies
Bury the Lies er det andet studiealbum fra det svenske rockband Takida. Det udkom den 16. maj 2007, og det gik direkte ind som nummer ét på den svenske albumhitliste. Det solgte platin med over 40.000 eksemplarer I alt tilbragte det 90 uger på hitliten, hvilket gør albummet til det 29. bedste på de svenske hitlister nogensinde.

## Spor
Alle sange er skrevet af Fredrik Pålsson, Kristoffer Söderström, Mattias Larsson, Patrik Frisk, Robert Pettersson og Tomas Wallin
1. "The Dread" 3:05
2. "Hole In the Ground" 4:18
3. "Feeble Pride" 3:29
4. "Tear It Up Again" 4:28
5. "Halo" 3:57
6. "Ashamed" 3:48
7. "Curly Sue" 3:53
8. "Bad Seed" 3:58
9. "Poisoned" 3:58
10. "Snypah" 4:05
11. "Handlake Village" 4:18

## Hitlister
| Hitliste (2009) | Højeste placering | Certification | Salg    |
| --------------- | ----------------- | ------------- | ------- |
| Sverige         | 1                 | Platin        | 40.000+ |